# جون هايات
جون هايات (بالإنجليزية: John Hiatt)‏ هو مغني وعازف بيانو ومغن مؤلف وملحن وعازف قيثارة أمريكي، ولد في 20 أغسطس 1952 في إنديانابوليس في الولايات المتحدة.

## وصلات خارجية
- الموقع الرسمي
- جون هايات على موقع IMDb (الإنجليزية)
- جون هايات على موقع ميوزك برينز (الإنجليزية)
- جون هايات على موقع رولينغ ستون (الإنجليزية)
- جون هايات على موقع أول ميوزيك (الإنجليزية)
- جون هايات على موقع ديسكوغز (الإنجليزية)
- جون هايات على موقع قاعدة بيانات الفيلم (الإنجليزية)